# Faroald I
Faroald I of Faruald I (†591 of †592) was de stichter van het hertogdom Spoleto in 571.

## Achtergrond
Na het terreurbeleid van de Lombardische koning Cleph besloten de hertogen om geen nieuwe koning te kiezen. Deze periode wordt het interregnum (574-584) genoemd. Het Longobardische Rijk viel uiteen in een tiental hertogdommen.
In 579 plunderde hij Classis, de haven van Ravenna. In 584 speelde hij die terug kwijt en stichtten de Byzantijnen het Exarchaat Ravenna.
Na zijn dood werd hij opgevolgd door zijn zoon Ariulf.